# 변경
변경(邊境, 영어: march 마치[*], 독일어: Mark 마르크[*])은 국가의 중심지에서 떨어져 국경에 가까운 땅이다.
중세 유럽에서는 변경이 하나의 행정구역 또는 제후국으로서 기능했다. 보다 정확히 말하자면 변경은 영토들 사이의 경계지역이었고, 서로 다른 법이 적용되는 두 국가 사이의 완충지대였다. 때문에 변경은 군사적 우범지역이었고 근현대의 국경처럼 교역이 제한되는 경계선이기도 했다.  백국(county)을 다스리는 이가 백작이듯 변경을 다스리는 이를 변경백이라고 했다. 영어권과 프랑스어권에서 말하는 후작(Marquis)은 사실 독일어권의 변경백(Markgraf)과 개념적으로 같은 것이고 한자로 번역될 때 혼선으로 달리 번역된 것이다.

## 같이 보기
- 완충국
- 무인지대